# (3075) Bornmann
(3075) Bornmann es un asteroide perteneciente al cinturón de asteroides, descubierto el 1 de marzo de 1981 por Schelte John Bus desde el Observatorio de Siding Spring, Nueva Gales del Sur, Australia.

## Designación y nombre
Designado provisionalmente como 1981 EY15. Fue nombrado Bornmann en honor a la astrónoma estadounidense Patricia L. Bornmann.